# 1919年の宝塚歌劇公演一覧
本項目では、1919年の宝塚歌劇公演一覧（1919ねんのたからづかかげきこうえんいちらん）について示す。

## 一覧
（）内は、作者または演出者名。下記の他、日曜日・祝日など随時公演。

### 宝塚公演

#### 正月公演
- 1月1日 - 1月20日　パラダイス劇場
  - 『花咲爺』（赤塚濱荻）
  - 『鞍馬天狗』（久松一聲）
  - 『啞女房』（坪内士行）
  - 『鷽替』（池田畑雄）

#### 春季公演
- 3月20日 - 5月20日　公会堂劇場
  - 『こだま』（田中丘人）
  - 『千手の前』（加藤邦）
  - 『家庭敎師』（久松一聲）
  - 『桶の中の哲學者』（大島紅鳥）
  - 『文珠と獅子』（楳茂都陸平）

#### 夏季公演
- 7月20日 - 8月31日　公会堂劇場
  - 『蟹満寺縁起』（岡本綺堂）
  - 『膝栗毛』（赤塚濱荻）
  - 『源氏物語』（小野晴通）
  - 『世界漫遊』（ヤコブエーリスダビツド）
  - 『風流延年舞』（池田畑雄）

#### 秋季公演
- 10月20日 - 11月30日　公会堂劇場
  - 『瘤取物語』（樋路家通）
  - 『燈籠島』（久松一聲）　
  - 『ジャンヌ・ダルク』（中尾晩香）
  - 『涅槃猫』（楳茂都陸平）　　
  - 『女醫者』（岸田辰彌）

### 東京公演
- 5月26日 - 5月31日　帝国劇場
  - 『花爭』（小野晴通）
  - 『神樂狐』（久松一聲）
  - 『桃色鸚鵡』（小林一三）
  - 『鼎法師』（楳茂都陸平）
  - 『啞女房』（坪内士行）
  - 『小町踊』（楳茂都陸平）

### 宝塚・東京以外の公演
- 2月5日　大阪・中央公会堂
  - 『ゴザムの市民』（加藤邦）
  - 『鷽替』（池田畑雄）

- 6月3日　名古屋・御園座
  - 『花争』
  - 『神樂狐』
  - 『桃色鸚鵡』
  - 『鼎法師』
  - 『啞女房』

- 6月6日　京都・岡崎公会堂
  - 『こだま』（田中丘人）
  - 『千手の前』（加藤邦）
  - 『鼎法師』（楳茂都陸平）
  - 『家庭敎師』（久松一聲）
  - 『啞女房』（坪内士行）

- 6月21日　大阪・中央公会堂
  - 『花咲爺』（赤塚濱荻）
  - 『桃色鸚鵡』（小林一三）
  - 『鼎法師』（楳茂都陸平）
  - 『小町踊』（楳茂都陸平）

- 7月5日　大阪・中央公会堂
  - 『花争』
  - 『神樂狐』
  - 『家庭敎師』
  - 『啞女房』

- 9月17日　神戸・聚楽館

- 10月2日・3日　大阪・中央公会堂
  - 『蟹満寺縁起』（岡本綺堂）
  - 『風流延年舞』（池田畑雄）
  - 『膝栗毛』（赤塚濱荻）
  - 『源氏物語』（小野晴通）
  - 『世界漫遊』（ダビッド）

- 10月10日　大阪・中央公会堂
  - 『蟹満寺縁起』
  - 『膝栗毛』
  - 『源氏物語』
  - 『世界漫遊』

- 12月13日・14日　大阪・中央公会堂
  - 『瘤取物語』（樋路家通）
  - 『西遊記』（久松一聲）
  - 『ジャンヌ・ダルク』（中尾晩香）
  - 『源氏物語』（小野晴通）
  - 『女醫者』（岸田辰彌）

- 12月17日　神戸・聚楽館